# Adolf Karl Alexander Lothar von Zehmen
Freiherr Adolf Karl Alexander Lothar von Zehmen (* 5. Mai 1729 in Aurach; † 24. Mai 1801 in Dresden) war ein Kurfürstlich-Sächsischer Geheimer Rat, Kurfürstlich Bayrischer Kammerherr, Fürstbischöflicher Kammerherr zu Eichstätt, Salzburg, Würzburg und Hofrat.

## Leben und Wirken
Er kam als Page des Kurfürsten nach München, studierte auf dessen Kosten in Leipzig, dann in München, war Fürstbischöflicher Kammerherr zu Eichstätt und Salzburg. Danach wurde Adolf Karl Alexander Lothar von Zehmen vom Bischof von Würzburg zum Kammerherren und Hofrat ernannt sowie Reichskammergerichts-Präsident zu Wetzlar. Auch als Kurfürstl. Bayr. Kammerherr wird er bezeichnet. 1768 berief ihn der Kurfürst von Sachsen, Friedrich August III., als Geheimen Rat. Dort bewährte er sich durch Redlichkeit, große Uneigennützigkeit. Befähigung und richtiges Urteil. 1778 wurde der Geheime Rat von Zehmen von Dresden nach München entsendet, um die kursächsischen Erbansprüche im Bayerischen Erbfolgekrieg geltend zu machen.

## Familie
Von Zehmen entstammte dem alten meißnisch-sächsischen Adelsgeschlecht von Zehmen. Sein Vater Johann Friedrich trat am 15. Januar 1706 zur römisch-katholischen Kirche über und war als Geheimer Rat im Dienst des Fürstbischofs von Eichstätt, seine Mutter war Sophie Charlotte Marie Freiin Knebel von Katzenellenbogen. Zu seinen Geschwistern zählten unter anderem Johann Anton Ernst, Fürstbischof von Eichstätt, Philipp Ernst, Fürstl. Eichst. Geheimer Rat, und Karl Friedrich von Zehmen, Weihbischof und Dompropst.